# Abiudykacja
Abiudykacja (z łac. abiudicare – odsądzić) – wyrok, pozbawiający stronę prawa do rzeczy. Przeciwieństwem jest adiudykacja, czyli przyznanie komuś tego prawa.